# Müşir Muhammed Ali pascha

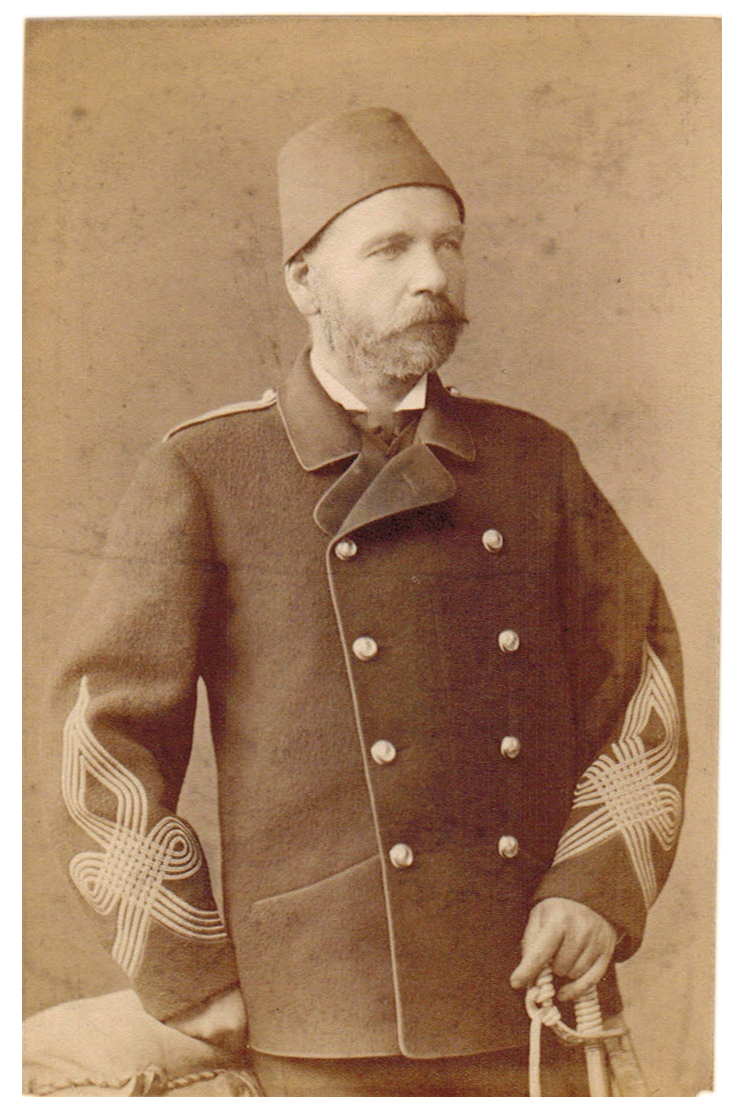
Mehmed Ali Pascha

Muhammed Ali pascha, född 18 november 1827 i Magdeburg i Preussen, död 7 september 1878 i Gjakova i osmanska riket, var en tysk-turkisk militär.
Muhammed Ali föddes i Tyskland under namnet Karl Detroit, kom som skeppsgosse till Konstantinopel, övergick till islam och blev officer 1853, brigadgeneral 1865 och fältmarskalk (muschir) 1877. Muhammed Ali deltog i Krimkriget 1854-56, fälttåget mot Montenegro 1861-62 och son fördelningschef i kriget mot Serbien och Montenegro 1876-77. Vid rysk-turkiska krigets utbrott 1877 blev Muhammed Ali överbefälhavare över turkiska armén men fick efter nederlaget i slaget vid Cerkovna 21 september samma år lämna befälet åt Suleiman Pascha. Efter kriget var han guvernör i Albanien, där han under utbrutna oroligheter mördades 1878.